# Nor Kyurin
Nor Kyurin là một đô thị thuộc tỉnh Ararat, Armenia. Dân số ước tính năm 2011 là 936 người.